# Vaux-sur-Somme
Vaux-sur-Somme är en kommun i departementet Somme i regionen Hauts-de-France i norra Frankrike. Kommunen ligger i kantonen Corbie som tillhör arrondissementet Amiens. År 2022 hade Vaux-sur-Somme 272 invånare.

## Befolkningsutveckling
Antalet invånare i kommunen Vaux-sur-Somme
| Referens: INSEE |